# Martha Sandolo Belleh
Thiếu tá Martha Sandolo Belleh là cựu bộ trưởng của chính phủ Liberia. Belleh là Bộ trưởng Bộ Y tế và An sinh xã hội từ năm 1981 đến 1987 dưới thời nhà lãnh đạo đảo chính Samuel Kanyon Doe. Cô tốt nghiệp Đại học Cuttington năm 1968 từ Khoa Điều dưỡng.